# Jaera preciosa
Jaera preciosa är en fjärilsart som beskrevs av Hans Ferdinand Emil Julius Stichel 1929. Jaera preciosa ingår i släktet Jaera och familjen juvelvingar. Inga underarter finns listade i Catalogue of Life.